# Oberfeld (Eurasburg)
Oberfeld ist ein Ortsteil der oberbayerischen Gemeinde Eurasburg im Landkreis Bad Tölz-Wolfratshausen. Die Einöde liegt circa einen Kilometer südlich von Beuerberg. 

## Baudenkmäler
Siehe: Liste der Baudenkmäler in Oberfeld